# Arteria del nervio ciático
La arteria del nervio ciático es aquella arteria que se origina en la arteria glútea inferior o isquiática y que acompaña al nervio ciático. No presenta ramas.

## Recorrido
Es un vaso largo y delgado que acompaña a dicho nervio durante un corto trayecto; posteriormente lo penetra, y discurre dentro de su sustancia hasta la parte inferior del muslo.